# Kværkeby
Kværkeby – miasto w Danii, w regionie Zelandia, w gminie Ringsted.